# 克拉恋人
《克拉恋人》，分為上部《克拉恋人》及下部《克拉之恋》兩部作品，投资共1.5亿人民幣的2015年中國偶像劇。由陈铭章、吴强執導，Rain、唐嫣、罗晋及迪丽热巴領銜主演，2014年12月開拍，2015年3月殺青。该剧于2015年7月22日在浙江卫视、安徽卫视雙台首播。

## 播放平台
| 頻道              | 所在地   | 日期           | 時間                                                        | 備註                                              |
| 浙江卫视/安徽卫视 | 中国     | 2015年7月22日  | 每晚19:30                                                   |                                                   |
| 洛城18台          | 美国     | 2015年10月23日 | 星期一至五 9-10pm                                           |                                                   |
| 纬来综合台        | 臺灣     | 2015年12月21日 | 周一至周五 20:00-22:00                                      |                                                   |
| 城市電視          | 加拿大   | 2016年2月15日  | 周一至周五 溫哥華 4:00 PM, 10:35 PM 多倫多 7:00 PM, 1:35 AM |                                                   |
| 纬来戲劇台        | 臺灣     | 2016年5月19日  | 周四至周六 05:00-06:00                                      |                                                   |
| 八度空间          | 马来西亚 | 2016年6月8日   | 周一至周五 17:00-18:00                                      |                                                   |
| NOW26             | 泰國     | 2016年9月12日  | 周一星期三 08:00-09:00                                      |                                                   |
| 佳樂台            | 新加坡   | 2016年10月25日 | 星期一至五 22:50-00:00                                      |                                                   |
| DATV              | 日本     | 2016年11月2日  | (水)(木)20：00～                                            |                                                   |
| LiTV 線上影視     | 臺灣     | 2018年8月1日   |                                                             | 分為克拉戀人和克拉之戀，克拉戀人2019年1月30日下架 |

## 剧情介绍
米美麗（唐嫣饰）爱上了克拉钻石公司（原型为通灵珠宝公司，现为莱绅通灵珠宝）总裁萧亮（Rain饰），因为条件的悬殊，使米美麗望而却步而不敢表白。而后，米美麗在一场车祸中受重伤，经过数个月的整容和调养后，米美丽变得苗条漂亮，并改名为米朵，后应聘进入克拉钻石公司工作，成为一名设计师助理。后来米朵意识到美貌并不是获得爱情的通行证，于是她要成为一名合格的珠宝设计师。米朵在职场上经历了种种挫折，她屡败屡战、不言放弃，她的乐观积极深深吸引了萧亮，收获了梦想与爱情。而她的好友雷奕明（罗晋饰）始终以朋友的身份守护着米朵，米朵面临着朋友与爱人之间的选择。最终，米朵远走比利时以完成设计师的梦想。

## 劇中人物
| 演員     | 角色                           | 介紹 | 粤语配音 |
| Rain     | 蕭亮                           | 克拉钻石公司總裁，典型的社會精英人士，形象完美且高高在上，是許多女人心目中的“男神”。蕭亮是一個不懂得“愛”的人，他習慣用理智和利益來控制一切，反而對人與人之間見慣的温情十分陌生。表面上，蕭亮紳士溫和，有著無懈可擊的良好風度，實際上他卻十分冷漠，習慣對人戒備，凡事都能清楚的計算出利害得失，從不允許有損害自己的事發生，后被米朵暖化，一直愛著米朵論及婚嫁但後來卻分手沒跟米朵在一起，但依然愛著米朵。                                                                    | 陳健豪   |
| 唐嫣     | 米美麗（車禍前）米朵（車禍後） | 一个有着250斤体重的大丑女。因为又胖又丑的个人形象，在职场和感情中都是一个失败者。如同大部分普通人一样，米美麗也总是幻想能过上更好的生活，却因为惰性和惯性而懒于改变自己，只能靠着自我安慰继续得过且过的混日子。米美麗喜欢萧亮，却因为他的嫌弃和鄙视而受到伤害，最终经历整容手术变成了美女。米朵的人生犹如一颗钻石，在经历了种种痛苦的打磨之后散发出璀璨的光芒，她因此而收获了如钻石般永恒的爱情。Tesiro设计师，和雷奕明一起长大，和蕭亮在一起後分手，幾年後是跟雷奕明結婚。 | 謝穎茵   |
| 罗晋     | 雷奕明                         | 婦產科醫師，性格大气潇洒，凡事都讲究真性情，却有着花心的坏毛病，也是個情場高手。雷奕明的蜕变恰恰就在他最擅长的爱情领域，一开始喜欢上米朵却不敢承认，他是个无法面对自己情感的“胆小鬼”，在历经了重重考验后，雷奕明终于决定诚实面对自己，但却得不到米朵的爱，後跟米朵求婚米朵答應了。 |          |
| 迪丽热巴 | 高雯                           | 米朵的朋友，喜歡雷奕明，Tesiro的代言人，当红明星，蕭亮前女友。她个性浓烈、有女人味，受男人喜欢，被女人排斥，是个迷死人不偿命的情场高手。高雯清楚自己的目的，并且愿意为了达成目标而牺牲自己已经拥有的。看似受人追捧的高雯其实很孤单，她渴望找到一个真正的朋友，也渴望能得到别人真诚的关怀和保护，于是与米朵成为了好朋友，後跟沈東軍在一起。 |          |
| 姚奕辰   | 林子良                         | 林子良一心想把Tesiro公司拿過來自己掌权，是个为了利益不择手段的人。與蕭亮毫無血緣關係的弟弟，Tesiro的副总裁，表面和蕭亮关系非常好，其实心裏一直想方法去害他。蕭亮非常讨厌这个弟弟，不管林子良怎么讨好都不领情，因为当年林子良的母親一手拆散了他爸爸和妈妈。後來才發現並非蕭震東親生，最後被逮捕。 |          |
| 郭柯彤   | 劉思源                         | 與青梅竹馬的戀人一起來到大城市，一路隐忍一路打拼，可是沒出息的男友只會在家里玩遊戲，還欠下賭債，連累劉思源被追債毒打，受盡煎熬的劉思源最終和男友分了手。對於林子良，劉思源一開始是利用，為了維護自己的職場地位，但是慢慢地她真的愛上了林子良，不惜幫他從蕭亮手中謀奪家族財產。在一系列的瘋狂舉動中，劉思源良心發現，企圖阻止、挽救林子良，卻被一心追求利益的林子良關禁閉，但劉思源始終痴心不改，對入獄的林子良不離不棄，最終在獄中和他成婚。                                |          |
| 薛祺     | 朱向南                         | 劉思源前男友，從一開始的不學無術、不思進取的屌絲男到最后因為愛情而改變成了一個典型的暖男形象,後蜕變為一名成功人士。 |          |
| 张雯     | 叶琪                           | 萧亮前前女友，seven7baby 集团总裁，城府极深、为了得到萧亮不择手段。 |          |
| 王东     | 沈东军                         | Tesiro公司新任總監，喜欢高雯，最後跟高雯在一起。 |          |
| 楊亞     | 孫菲菲                         | 藍色火焰董事長的女儿，喜歡蕭亮。 |          |
| 郭静琳   | 雪兒                           | 米朵、劉思源在設計部的同事，為人刻薄。 |          |
| 傅方俊   | 韓彬                           | 攝影師，高雯的前男友，後來因為利益而出賣高雯。 |          |
| 丁柳雁   | 郭曉敏                         | 女護士，雷奕明的同事，喜歡雷奕明。 |          |
| 白凡     | 蕭震东                         | 蕭亮的父親，Tesiro的董事長，是一個老頑固。當年抛棄蕭母之後，蕭亮一直對他有意見。蕭震東為了讓蕭亮和林子良兄弟倆和睦相处，一直想方设法調解，但是調解不了。性格直爽，被林子良騙的團團轉。 |          |
| 朱薇薇   | 蕭母                           | 蕭亮的母親，韓國人。 |          |
| 陸忠     | 林父                           | 林子良的生父。 |          |
| 方曉莉   | 林母                           | 林子良的生母，萧亮的養母。 |          |
| 雪龍     | 齊宇                           | 蕭亮的助理。 |          |
| 王藝博   | Jason                          | 高雯的經紀人。 |          |
| 陈雅斓   | Tina                           | L公司的總監，討厭米美麗。 |          |
| 杜娟     | 王悠悠                         | Tesiro公司設計師，米朵的同事。 |          |

## 電視原聲帶
| 曲序 | 曲目                     |              | 作曲         | 演唱者     |
| ---- | ------------------------ | ------------ | ------------ | ---------- |
| 1.   | 克拉戀人（片頭曲）       | Rain、王雅君 | Rain、裴珍烈 | Rain、Ravi |
| 2.   | 假裝（片尾曲）           | Rain、王雅君 | Rain、權成暋 | Rain       |
| 3.   | 每一次讓人心碎的（插曲） | 嚴藝丹       | 嚴藝丹       | 嚴藝丹     |
| 4.   | 我願意（插曲）           | 嚴藝丹       | 嚴藝丹       | 嚴藝丹     |
| 5.   | 如果我答應你（插曲）     | 嚴藝丹       | 嚴藝丹       | 嚴藝丹     |
| 6.   | 没道理（插曲）           | 嚴藝丹       | 嚴藝丹       | 嚴藝丹     |
| 7.   | 單心（插曲）             | 嚴藝丹       | 嚴藝丹       | 嚴藝丹     |
| 8.   | Bling Bling（插曲）      | 嚴藝丹       | 李仁赫       | 嚴藝丹     |

## 收視率

### 中國
| 平台               | 平均收视率（CSM） | 平均市場份額（CSM） |
| 浙江卫视(克拉之恋) | 1.249             | 3.557               |
| 浙江卫视(克拉恋人) | 0.996             | 2.972               |

## 爭議
剧迷认为内容跟韩剧《美女的诞生》有些地方相似，但不算翻拍。

## 獎項
- 2015国剧盛典 年度十大影响力电视剧
- 2017年 “全国十佳电视制片”优秀电视剧

## 外部連結
- 《克拉恋人》安徽卫视（简体中文）
- 《克拉戀人》緯來官方網站 （页面存档备份，存于）（繁體中文）
- 在Netflix上觀看《克拉恋人》

## 節目的變遷
| 中国浙江衛視 每晚19:30               | 中国浙江衛視 每晚19:30              | 中国浙江衛視 每晚19:30            |
| ------------------------------------ | ----------------------------------- | --------------------------------- |
|                                      | 克拉戀人 （2015年7月22日－8月24日） |                                   |
| 爸爸父亲爹 （2015年7月3日－7月21日） | 铁在烧 （2015年8月25日－9月16日）   |                                   |
| 中国安徽衛視 每晚19:30               |                                     |                                   |
| 淑女涩男 （2015年7月4日－7月21日）   | 克拉戀人 （2015年7月22日－8月24日） | 铁在烧 （2015年8月25日－9月16日） |

| 美国洛城18台 星期一至五 21:00-22:00 | 美国洛城18台 星期一至五 21:00-22:00       | 美国洛城18台 星期一至五 21:00-22:00 |
| ----------------------------------- | ----------------------------------------- | ----------------------------------- |
|                                     | 克拉戀人 （2015年10月23日–2016年1月26日） |                                     |
| —                                   | 小爸爸 （2016年1月27日–2016年）           |                                     |

| 臺灣 緯來綜合台 每週一至週五 20:00 - 22:00            | 臺灣 緯來綜合台 每週一至週五 20:00 - 22:00                              | 臺灣 緯來綜合台 每週一至週五 20:00 - 22:00    |
| ----------------------------------------------------- | ----------------------------------------------------------------------- | --------------------------------------------- |
|                                                       | 克拉之戀 （2015年12月21日－2月4日）                                     |                                               |
| 千金女贼 （2015年10月21日－12月18日）                 | 金牌律師 （2016年2月5日－3月11日） （最終回的播出時間為 20:00 - 20:30） |                                               |
| 每週一至週五 06:00 - 07:00                            |                                                                         |                                               |
| 千金女賊 （台語版） （2015年12月22日－2016年2月16日） | 克拉戀人 （台語版） （2016年2月17日－4月1日）                           | 克拉之戀 （台語版） （2016年4月4日－4月13日） |

| 马来西亚 八度空间 星期一至五 17:00-18:00                    | 马来西亚 八度空间 星期一至五 17:00-18:00 | 马来西亚 八度空间 星期一至五 17:00-18:00 |
| ----------------------------------------------------------- | ---------------------------------------- | ---------------------------------------- |
|                                                             | 克拉戀人 (2016年6月8日－9月2日)          |                                          |
| 家人之间为何这样结束后 接 金玉良缘 （2016年4月6日－6月7日） | 情定三生 (2016年9月5日－11月11日)        |                                          |

| 新加坡 佳乐台“11点人气剧”剧场 星期一至五 22:50 | 新加坡 佳乐台“11点人气剧”剧场 星期一至五 22:50       | 新加坡 佳乐台“11点人气剧”剧场 星期一至五 22:50 |
| ---------------------------------------------- | ---------------------------------------------------- | ---------------------------------------------- |
|                                                | 10月巨5霸鉅獻:克拉戀人 (2016年10月25－2017年1月26日) |                                                |
| 我的奇妙男友 （2016年9月15日－10月24日）       | 必勝練習生 (2017年1月31日-3月10日                    |                                                |